# Ruthville
Ruthville est une census-designated place située dans le comté de Ward, dans l’État du Dakota du Nord, aux États-Unis. Sa population s’élevait à 191 habitants lors du recensement de 2010.

## Démographie
| Groupe            | Ruthville | Dakota du Nord | États-Unis |
| ----------------- | --------- | -------------- | ---------- |
| Blancs            | 84,3      | 90,0           | 72,4       |
| Amérindiens       | 8,9       | 5,4            | 0,9        |
| Métis             | 4,2       | 1,8            | 2,9        |
| Asiatiques        | 1,1       | 1,0            | 4,8        |
| Afro-Américains   | 0,5       | 1,2            | 12,6       |
| Océano-Américains | 0,5       | 0,1            | 0,2        |
| Autres            | 0,5       | 0,5            | 6,2        |
| Total             | 100       | 100            | 100        |
|                   |           |                |            |
| Latino-Américains | 3,1       | 2,0            | 16,7       |

Selon l'American Community Survey, pour la période 2011-2015, 100 % de la population âgée de plus de 5 ans déclare parler l'anglais à la maison.
| 2000 | 2010 | - | - | - | - |
| ---- | ---- | - | - | - | - |
| 152  | 191  | - | - | - | - |

## Source
- (en) Cet article est partiellement ou en totalité issu de l’article de Wikipédia en anglais intitulé « Ruthville, North Dakota » (voir la liste des auteurs).

1. ↑  (en) « Population of North Dakota - Census 2010 and 2000 », sur censusviewer.com.
2. ↑  (en) « Ruthville, ND Population - Census 2010 and 2000 », sur censusviewer.com.
3. ↑  (en) « Language spoken at home by ability to speak English for the population 5 years and over », sur factfinder.census.gov.
4. ↑  (en) « Statistiques des États-Unis - Dakota du nord - Profils des comtés de 2010 » (consulté en juin 2021)